# Octave Mirbeau
Octave Mirbeau (Trévières, 16 de febrero de 1848-París, 16 de febrero de 1917) fue un escritor francés, periodista, crítico de arte, autor de novelas, obras teatrales y de cuentos.
Fue periodista influyente, crítico de arte con don de previsión, panfletario comprometido con la verdad y la justicia, y fue además un novelista de éxito así como un dramaturgo de fama europea que, aún triunfando en todas las grandes escenas, no dejó de seducir a las vanguardias artísticas y literarias.

## Trayectoria

### Combates
Nació en Trévières, Normandía, el 16 de febrero de 1848, y murió en París el 16 de febrero de 1917. Tras un período juvenil en Rémalard (Perche), continuó sus estudios en el colegio jesuita de Vannes, del cual fue expulsado a los quince años y comenzó a trabajar en un estudio notarial. Después de la experiencia traumatizante de la Guerra Franco-Prusiana (1870-1871), respondió a la llamada del líder bonapartista Henri-Dugué de la Fauconnerie, quien lo contrató como secretario particular y lo introdujo como escritor y editor en el periódico de corte bonapartista  L'Ordre de Paris
Tras su debut periodístico y político al servicio de los bonapartistas, Mirbeau fijó su atención en la creación literaria, realizó tres novelas como "escritor fantasma", ya que, en un principio no se le reconoció autoría (L'Écuyère, 1882, La Belle Madame Le Vassart, 1884). Después de los grandes cambios políticos y sociales ocurridos entre 1884 y 1885, Octave Mirbeau se lanzó a la palestra por sí solo, poniendo la pluma al servicio de sus propios valores éticos y estéticos, y combinó la literatura y las luchas políticas. De corte anarquista, sus obras se caracterizaron por su anticlericalismo, pacifismo y antimilitarismo. Fue un personaje comprometido con todas las luchas de su tiempo; encarnó así, al intelectual comprometido con asuntos públicos y sociales,  y lejos de todo partido. 
En su papel de crítico literario y de arte, promovió y difundió al grupo de los Impresionistas, destacó la originalidad del movimiento y alabó su estilo no academicista. Dedicó textos a  Claude Monet, Camille Pissarro, Paul Cézanne, Auguste Renoir, Félix Vallotton y Pierre Bonnard. Se le atribuye también, ser el descubridor de Auguste Rodin, Vincent van Gogh, Camille Claudel, Aristide Maillol, Maurice Maeterlinck, Marguerite Audoux y Maurice Utrillo. Forjó amistad con algunos de estos artistas, en particular con el escultor Auguste Rodin, de hecho, Mirbeau realizó la primera descripción que se hizo sobre el grupo escultórico La puerta del Infierno; esta apareció el 18 de febrero de 1885 en la revista La France: 

Entre los pedidos realizados, figura una puerta monumental cuyos estudios está terminando en este momento el escultor Rodin. Se ignora cuál será el lugar que ocupará dicha puerta, si estará en el interior del palacio o en el exterior, pero, lo que ya se sabe, es que constituye un trabajo importante y magnífico. Aquellos que han podido admirar en el taller del artista los estudios terminados y los que están en ejecución consideran que dicha puerta será la obra capital del presente siglo. Hay que remontarse a Michelagelo para tener una idea de arte tan notable, tan hermoso, tan sublime.

Auguste Rodin es más o menos desconocido; no cuenta ni con una cuarta parte de la celebridad del señor Chapu. Esto se explica por varias razones. Rodin es un gran artista. Le horrorizan las camarillas y es poco lo que vive en el mundo. Como no va a la propaganda, la propaganda no viene a él. Vive, casi en la sombra con los fuertes y los solitarios en medio de las imaginaciones y los sueños de su genio y, desdeñoso de la gloria fugitiva, y en la mañana, entra por la puerta y sale, en la noche, por la ventana, se limita a hacer obras maestras que sus amigos admiran y que la posteridad, que no se equivoca jamás, ya ha marcado con su sello eterno.

La descripción de La puerta es ejemplo de la escritura sagaz del autor del Jardín de los suplicios. Asimismo, Rodin realizó una escultura de altorrelieve con el rostro de Mirbeau, llamada Octave Mirbeau.

### Novelas

#### Novelas autobiográficas
Luego de escribir unas diez novelas como «negro» (escritor fantasma), debutó oficialmente con El calvario (1886), novela en la que se desvelan los traumas que padeció el autor a causa de una pasión devastadora por una mujer no muy santa llamada Judith y rebautizada Juliette en la ficción. En 1888 publicó El Abate Julio, primera novela dostoievskiana y prefreudiana de la literatura francesa, en la que aparecen dos personajes fascinantes: el abate Jules y el padre Pamphile. En Sébastien Roch (1890) se alivia de otro trauma, el de su estancia con los jesuitas de Vannes y la violencia padecida con ellos, transgrediendo un tabú que cien años después perdura: la violación de adolescentes por sacerdotes.

#### Crisis de la novela
Publicó también, en edición de folletín, una extraordinaria novela llamada Dans le ciel (En el cielo), en la que pone en escena a un pintor inspirado directamente en Van Gogh.
Poco después del caso Dreyfus, que acentuó su pesimismo, publicó tres novelas juzgadas «escandalosas» por los «Tartufos» y los «biempensantes»,  y que tuvieron gran éxito de ventas en el mundo: Le Jardin des supplices (El Jardín de los suplicios (1899), Le Journal d'une femme de chambre (Diario de una camarera) (1900) y Les 21 jours d'un neurasthénique (1901). Ya en ellas pone en jaque el género novelesco, practicando la técnica del collage, transgrediendo los códigos de la verosimilitud, de la credibilidad novelesca.
El remate de la vieja novela supuestamente realista se deberá a sus dos últimas obras narrativas, La 628-E8 (628-E8) (1907) y Dingo (1913), donde la fantasía se libera y cuyos héroes son su automóvil y su perro.

### Teatro

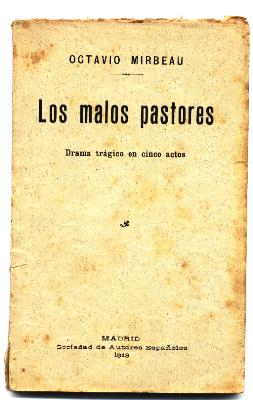
Los malos pastores, 1913.

En el teatro Mirbeau alcanzó un primero éxito con una tragedia proletaria, Les Mauvais bergers (Los malos pastores) (1897),  y  después un triunfo mundial con una comedia clásica de costumbres y caracteres en la tradición de Molière: Les affaires sont les affaires (Los negocios son los negocios) (1903), en la que aparece el personaje de Isidoro Lechat, arquetipo del moderno hombre de negocios, producto de un mundo nuevo, ancestro de los especuladores de hoy, que de todo hace dinero y expande sus tentáculos por el mundo. En 1908, al término de una larga batalla judicial y mediática, hace representar en la Comedia Francesa Le Foyer, una obra destinada al escándalo en la que transgrede otro tabú: la explotación económica y sexual de adolescentes en hogares de supuesta caridad.
Mirbeau hizo representar seis pequeñas obras en un acto, muy innovadoras, publicadas con el nombre de Farces et moralités (1904); en ellas anticipa el teatro de Bertolt Brecht, Marcel Aymé, Harold Pinter y Eugène Ionesco, y lleva la revuelta al seno del lenguaje. Desmitifica la ley, la monogamia y las instituciones sociales, además de poner en ridículo el discurso de ciertos políticos y el lenguaje trivial del amor.

### Fortuna póstuma
Mirbeau nunca cayó en el olvido. Ha sido publicado de continuo en más de treinta lenguas. Sin embargo, a menudo se lo ha leído mal; su inmensa producción ha sido injustamente reducida a tres obras, y, políticamente incorrecto, ha atravesado un largo período de incomprensión de parte de los autores de manuales y de historias de la literatura. Felizmente, desde hace unos veinte años, gracias a la Société Octave Mirbeau, se lo viene releyendo bajo una luz nueva que permite apreciar el importante papel que ha desempeñado en la escena política, literaria y artística de la «Belle Époque» y en la evolución de los géneros literarios.

## Obras

### Novelas
- Le Calvaire, 1886. (El Calvario).

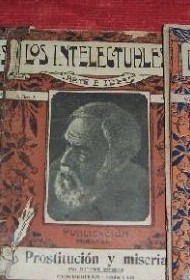
Los Intelectuales, n.° Mirbeau, Buenos Aires, 1922.

- L'Abbé Jules, 1888. (El Abate Julio).
- Sébastien Roch, 1890 (Sebastián Roch - La Educación jesuítica. Son recuerdos de niñez, 1901).
- Dans le ciel, 1893-1989. Tr. >> En el cielo, Barataria, 2006.
- Les Mémoires de mon ami, 1899. Tr. >> Memoria de Georges el amargado, Editorial Impedimenta, 2009.
- Le Jardin des supplices, 1899. Tr. >> El Jardín de los suplicios, Editorial Impedimenta, 2010. El Jardín de los suplicios, El Olivo Azul, 2010.
- Le Journal d'une femme de chambre, 1900. Tr. >> Diario de una camarera, Cátedra, 1992).
- Les 21 jours d'un neurasthénique, 1901. Tr. >> Los veintiún días de un neurasténico, Libros de Itaca, 2017 .
- La 628-E8, 1907.   Tr. >> 628-E8. Viaje en un automóvil, Univ. de Cádiz, 2007).
- Dingo, 1913.
- Un gentilhomme, 1920.
- Œuvre romanesque, Buchet/Chastel – Société Octave Mirbeau, 2000-2001, 3 vols.

### Teatro
- Les Mauvais bergers (1897) (Los malos pastores, 1904).
- Les affaires sont les affaires (1903. Tr. >> Los negocios son los negocios, Asoc. directores de escena, 2000.
- Farces et moralités (1904) (La Cartera, c. 1926; Escrúpulos, 1909; Un viejo matrimonio, 1921; La Epidemia, 1904).
- Le Foyer, 1908. (El hogar).
- Les Dialogues tristes, Eurédit, 2005.

### Cuentos
- Lettres de ma chaumière [Cartas de mi cabaña] (1885).
- Contes de la chaumière [Cuentos de la cabaña] (1894) (Cuentos de la choza, Buenos Aires, 19?).
- Dans l'antichambre (Histoire d'une Minute) (1905).
- Les Souvenirs d'un pauvre diable, Flammarion (1921) (Recuerdos de un pobre diablo, Société Octave Mirbeau, 2013).
- La Mort de Balzac (1989) (La Muerte de Balzac, El Nadir, 2013).
- Contes cruels [Cuentos crueles] (Cuentos), 2 volumes (1990, 2000 y 2009).
- Mémoire pour un avocat (2007) (Carta a un abogado, El Nadir, 2013).

### Crónicas
- La Grève des électeurs (La Huelga de los electores) (1902).
- El Alma rusa (1921).
- Combats politiques [Combates políticos] (1990).
- L'Affaire Dreyfus [El caso Dreyfus] (1991).
- Lettres de l'Inde [Cartas de India] (1991).
- Combats esthétiques [Combates estéticos], 2 volúmenes (1993).
- L'Amour de la femme vénale [El amor de la mujer venal] (1994).
- Chroniques du Diable [Crónicas del diablo] (1995).
- Premières chroniques esthétiques [Primeras crónicas estéticas] (1995).
- Combats littéraires [Combates literarios] (2006).

### Correspondencia
- Lettres à Alfred Bansard des Bois, 1989.
- Correspondance avec Auguste Rodin (1988), avec Claude Monet (1990), avec Camille Pissarro (1990), avec Jean Grave (1994), avec Jules Huret (2009).
- Correspondance générale, 2003-2005-2009, 3 tomos.